# Plectoptera hastifera
Plectoptera hastifera är en kackerlacksart som beskrevs av Rehn, J. A. G. 1903. Plectoptera hastifera ingår i släktet Plectoptera och familjen småkackerlackor.
Artens utbredningsområde är Costa Rica. Inga underarter finns listade i Catalogue of Life.